# Округ Мичел (Џорџија)
Округ Мичел (енгл. Mitchell County) је округ у америчкој савезној држави Џорџија.

## Демографија
По попису из 2010. године број становника је 23.498, што је 434 (-1,8%) становника мање 2000. године.
| Група             | 2000.          | 2010.          |
| Белци             | 11.746 (49,1%) | 10.894 (46,4%) |
| Афроамериканци    | 11.455 (47,9%) | 11.219 (47,7%) |
| Азијати           | 65 (0,3%)      | 122 (0,5%)     |
| Хиспаноамериканци | 491 (2,1%)     | 1.028 (4,4%)   |
| Укупно            | 23.932         | 23.498         |